# Lars Christopher Vilsvik
Lars Christopher Vilsvik, född 18 oktober 1988, är en norsk fotbollsspelare som spelar för Strømsgodset i Tippeligaen. 
Vilsvik, som har en tysk mor och en norsk far, växte upp i Tyskland där han spelade för Tennis Borussia Berlin och Lichterfelder FC. 2010 debuterade han för norska Strømsgodset. Vilsvik debuterade för det norska landslaget 2012.